# Eresia erysice
Eresia erysice é uma borboleta da família Nymphalinae. Foi descrita por Carl Geyer em 1832. É encontrada na Guiana Francesa e no Brasil.

## Subespécies
- Eresia erysice erysice
- Eresia erysice etesiae (Hall, 1929) (Guiana Francesa, northern Brasil)